# Zarah Leander
Pour les articles homonymes, voir Leander (homonymie).

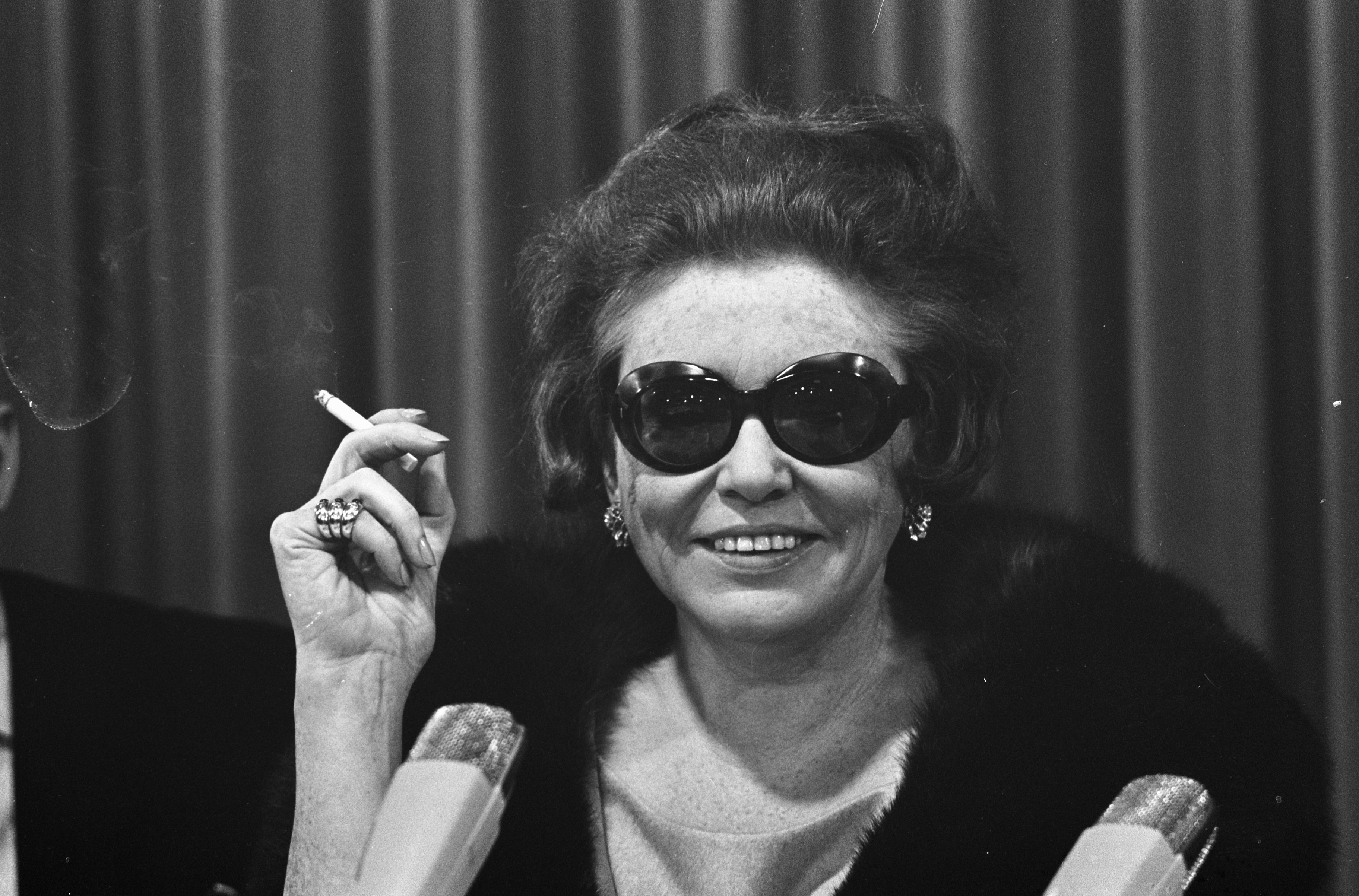
Zarah Leander interviewée à son arrivée à l'aéroport d'Amsterdam-Schiphol, en 1967 (Archives nationales des Pays-Bas).

Zarah Leander, née Sara Stina Hedberg le 15 mars 1907 à Karlstad (Suède) et morte le 23 juin 1981 à Stockholm (Suède), est une actrice et chanteuse suédoise. Elle a incarné dans l'Allemagne nazie le personnage qu'avait refusé Marlène Dietrich, celui de la femme sensuelle et fatale, contrepartie artistique de la « femme aryenne ». Prétendant tout ignorer de la politique, elle fit une carrière lucrative au service de l’UFA.

## Biographie
Elle débute en Suède dans des spectacles de cabaret et des opérettes. En 1931, elle joue à Stockholm aux côtés de Gösta Ekman dans La Veuve joyeuse (Die lustige Witwe) de Franz Lehár. Malgré la situation politique du moment, elle choisira de faire carrière en Europe.
Parfaitement germanophone, elle obtient en 1936 un contrat avec les studios de cinéma UFA à Berlin (Allemagne). Elle devient alors l'égérie du cinéma allemand de la période nationale-socialiste, à la demande de Joseph Goebbels, ministre de la Propagande (« rôle » précédemment refusé par Marlène Dietrich, alors partie aux États-Unis). Elle interprète des « femmes fatales », malmenées par le destin. Elle réside alors avec les enfants d'un premier mariage dans une villa luxueuse des quartiers huppés de Berlin. Elle est victime d'un accident à l'occasion du tournage d'un film[Lequel ?] en 1939 : l’explosion d'un sunlight lui provoque des brûlures aux yeux qui la laissent définitivement affligée de myopie. 
Les thèmes de ses films pour la UFA n'abordent presque jamais la réalité du temps de guerre (sauf, et de façon très idéalisée, son dernier film allemand, Die Grosse Liebe (Grand amour), qui narre de façon peu réaliste l'idylle entre une danseuse et un officier) et sont pour la plupart des films « en costumes » situés dans un décor exotique ou un passé idéalisé. Une bizarrerie est à noter dans le film Le Grand Amour : Zarah Leander étant très grande et sculpturale, il fallut, pour tourner de façon crédible une scène où elle chante au milieu d'une troupe de danseuses, utiliser pour figurer ces dernières des soldats d'élite de la SS Leibstandarte (dépassant réglementairement les 1,80 m) dûment travestis avec des robes et le visage dissimulé sous des boas de plumes. Dans la plupart de ses films, son partenaire masculin devait être « surélevé » par des talonnettes de 10 cm de haut[réf. nécessaire]. 
En 1942, pressée par Goebbels de s'établir définitivement en Prusse-Orientale, elle prend ses distances avec le régime nazi. N'ayant jamais adhéré au parti national-socialiste ni pris part aux manifestations officielles du régime, son but exclusif avoué était de servir le public ; de plus, elle avait refusé la citoyenneté allemande. Les premiers bombardements de Berlin en 1943 détruisent partiellement sa villa ; elle retourne alors en Suède.
Elle ne s'embarque cependant pas sans un viatique, ayant eu la prévoyance de se faire payer 53 % de ses cachets (au montant très élevé), non en Reischmarks (dévalués à 100 % après 1945), mais en couronnes suédoises, un arrangement que Goebbels, qui contrôlait en sous main la production cinématographique, devenait de plus en plus rétif à honorer. Cependant après son départ, ses films ne furent pas retirés de l'affiche : ils représentaient un capital trop précieux, à la fois en terme financiers mais aussi pour le moral des populations allemandes en raison de l'immense popularité de l'actrice.
Ce départ précipité de l'Allemagne attise une polémique qui ne la quittera pas : certains la soupçonnent d'être une espionne à la solde de l'URSS. Après la Seconde Guerre mondiale (elle sera évidemment interrogée sur cette « période allemande », sujette à controverses), Zarah Leander apparaît dans divers films, à la télévision, dans des romans (La Place de l'Étoile de Patrick Modiano), dans des opérettes — ainsi, en 1960, dans Une Femme qui sait ce qu'elle veut (Eine Frau, die weiss, was sie will) d'Oscar Straus — et spectacles musicaux, et donne également des concerts (y compris en Allemagne et en Autriche). Elle devint par la suite une icône de la culture gay, en raison de la liberté sexuelle qu'elle revendiquait dans les paroles de ses chansons.

## Filmographie
- 1931 : Dantes mysterier de Paul Merzbach
- 1931 : Falska millionären de Paul Merzbach
- 1935 : Äktenskapsleken de Ragnar Hyltén-Cavallius
- 1937 : Première (Premiere) - film tourné en 1936 en Autriche - de Géza von Bolváry (premier film en allemand)
- 1937 : Paramatta, bagne de femmes (Zu neuen Ufern) de Detlef Sierck (Douglas Sirk)
- 1937 : La Habanera de Detlef Sierck (Douglas Sirk)
- 1938 : La Belle Hongroise (Der Blaufuchs) de Victor Tourjansky
- 1938 : Magda (Heimat) de Carl Froelich
- 1939 : Pages immortelles (Es war eine rauschende Ballnacht) de Carl Froelich, à propos de Tchaïkovsky
- 1939 : Le Chant du désert (Das Lied der Wüste)
- 1940 : Marie Stuart (Das Herz der Königin) de Carl Froelich
- 1941 : Le Chemin de la liberté (Der Weg ins Freie) de Rolf Hansen
- 1942 : Un grand amour (Die große Liebe) de Rolf Hansen
- 1943 : Le Foyer perdu (Damals) - film tourné en 1942 - de Rolf Hansen (dernier film en Allemagne nazie)
- 1950 : Gabriela de Géza von Cziffra
- 1952 : Cuba Cabana de Fritz Peter Buch
- 1953 : Ave Maria d'Alfred Braun
- 1954 : Sans toi je n'ai plus rien (Bei Dir war es immer so schön) de Hans Wolff
- 1959 : Der blaue Nachtfalter de Wolfgang Schleif
- 1964 : Das Blaue vom Himmel de Wolfgang Schleif
- 1966 : Comment j'ai appris à aimer les femmes (Come imparai ad amare le donne) de Luciano Salce

## Dans la culture populaire
Nina Hagen l'évoque dans son titre Zarah (Ich weiß, es wird einmal ein Wunder geschehn) (Angstlos, 1983).